# 若林實
若林 實（わかばやし みのる、1921年8月13日 - 2009年1月17日）は、日本の建築構造学者。京都大学名誉教授、専門は脆性構造耐震、鉄骨鉄筋コンクリート構造。
東京都出身。東京大学生産技術研究所本所第5部助手（1951年～1957年まで）京都大学防災研究所教授、財団法人日本建築総合試験所所長などを歴任した。
著書に、『鉄骨の設計』（大学講座建築学構造編）『新建築学大系 42 合成構造の設計』『耐震建築の設計』『鉄骨構造学詳論』など。
1992年、日本建築学会賞大賞受賞。1995年、勲二等瑞宝章を受章。